# 922-es busz (Győr)
A győri 921-es jelzésű autóbusz a Dunakapu tér és Marcalváros, Kovács Margit utca megállóhelyek között közlekedik. A vonalat a Volánbusz üzemelteti.

## Közlekedése
Csak bizonyos rendezvények alkalmával közlekedik.

## Útvonala
| Marcalváros, Kovács Margit utca felé | Dunakapu tér felé |
| --- | --- |
| Dunakapu tér – Móricz Zsigmond alsórakpart – Móricz Zsigmond rakpart – Tartsay Vilmos utca – Schwarzenberg utca – Pálffy utca – Teleki László utca – Szent István út – Baross Gábor híd – Baross Gábor út – Nagy Imre út – Lajta út – Bakonyi út – Mécs László utca – Marcalváros, Kovács Margit utca | Marcalváros, Kovács Margit utca – Mécs László utca – Bakonyi út – Lajta út – Nagy Imre út – Baross Gábor út – Baross Gábor híd – Szent István út – Teleki László utca – Pálffy utca – Schwarzenberg utca – Tartsay Vilmos utca – Móricz Zsigmond rakpart – Móricz Zsigmond alsórakpart – Dunakapu tér |

## Megállóhelyei
| 0  | Dunakapu tér                        | 13 |
| 1  | Dunapart Rezidencia                 | 12 |
| 2  | Schwarzenberg utca                  | 11 |
| 3  | Teleki László utca, színház         | 10 |
| ∫  | Baross Gábor híd, belvárosi hídfő   | 9  |
| 7  | Baross Gábor út, Szigethy Attila út | 6  |
| 8  | Nagy Imre út, virágbolt             | 5  |
| 10 | Lajta út, posta                     | 3  |
| 11 | Lajta út, gyógyszertár              | 2  |
| 12 | Bakonyi út, marcalvárosi aluljáró   | ∫  |
| ∫  | Bakonyi út, Gerence út              | 1  |
| 13 | Marcalváros, Kovács Margit utca     | 0  |